# Ганско-ивуарийские отношения
Ганско-ивуарийские отношения — двусторонние дипломатические отношения между Ганой и Кот-д’Ивуаром. Протяжённость государственной границы между странами составляет 720 км.

## История
Государства пострадали от тех же взлетов и падений, которые характеризовали ганско-тоголезские отношения. В начале 1984 года Временный совет национальной обороны Ганы заявил, что Кот-д’Ивуар разрешает ганским диссидентам использовать свою территорию в качестве базы для совершения актов саботажа против Ганы. Ганские власти также обвинили Кот-д’Ивуар в предоставлении убежища политическим агитаторам, разыскиваемым за преступления в Гане. Однако, после 1988 года отношения между Ганой и Кот-д’Ивуаром значительно улучшились. В 1989 году, после пятнадцати лет отсутствия прогресса, комиссия по проведению демаркации границы между Ганой и Кот-д’Ивуаром согласовала определение границы между двумя странами. После этого Временный совет национальной обороны работал над улучшением транспортных и коммуникационных связей как с Кот-д’Ивуаром, так и с Того, несмотря на проблемы с обеими странами.
К 1992 году отношения Ганы с Кот-д’Ивуаром были на относительно хорошем уровне. Однако, надежды на долгосрочное улучшение отношений Ганы с её западным соседом быстро развеялись после некоторых инцидентов в конце 1993 — начале 1994 года. 1 ноября 1993 года случился инцидент с возвращением спортивных фанатов в Кот-д’Ивуар после футбольного матча чемпионата в Кумаси, после которого сборная Кот-д’Ивуара выбыла из турнира. Ганские иммигранты в Кот-д’Ивуаре подверглись жестокому нападению, и не менее сорока ганцев были убиты.
После этого инцидента множество других жителей Ганы потеряли своё имущество, спасаясь бегством. Было разграблено около 1000 домов и предприятий. Более 10 000 ганцев из примерно 1 миллиона, проживающих в Кот-д’Ивуаре, были немедленно эвакуированы правительством Ганы, и более 30 000 ганцев, как сообщается, нашли убежище в посольствах Ганы и других дружественных посольствах. Была создана совместная комиссия в составе двадцати членов (по десять от каждой страны) для расследования нападений, вынесения рекомендаций о компенсации жертвам и поиска способов предотвращения подобных инцидентов в будущем. В октябре 1994 года страны возобновили футбольные матчи после того, как тоголезская делегация помогла наладить отношения между ними.
Специальная палата Международного трибунала по морскому праву (ITLOS) вынесла решение в пользу Ганы в трехлетнем морском споре с Кот-д’Ивуаром. В единогласном решении трибунал установил, что вопреки утверждениям правительства в Абиджане, Гана не нарушала морскую границу Кот-д’Ивуара. Трибунал также отклонил аргумент Кот-д’Ивуара о нестабильности прибрежных линий Ганы. В то же время ни один из нефтеразведочных районов, указанных на картах, представленных Ганой, также не был нарушен при прокладке временной равноудаленной морской границы. Трибунал также постановил, что деятельность Ганы по разведке нефти и газа в спорном морском участке не нарушала суверенных прав Кот-д’Ивуара.

## Торговля
В 2017 году экспорт Ганы в Кот-д’Ивуара составил сумму 52,68 млн долларов США. В 2019 году экспорт Кот-д’Ивуара в Гану составил сумму 233,59 млн долларов США.

## Дипломатические представительства
- Гана имеет посольство в Абиджане[6].
- Кот-д’Ивуар имеет посольство в Аккре[7].